# Monte Zeigler
El monte Zeigler (77°13′S 143°3′O / -77.217, -143.050) es una montaña de 1,120 m de altura que se encuentra a 4,8 km al nornoreste del monte Swartley en las montañas Allegheny, en la Tierra de Marie Byrd, Antártida. Sus mapas fueron elaborados por el Servicio Antártico de Estados Unidos (USAS) (1939–41) y por el United States Geological Survey (USGS) a partir de relevamientos y fotografías aéreas de la U.S. Navy (1959–65). Fue nombrada por el Comité Asesor de Nombres Antárticos (US-ACAN) en honor al Comandante Luther L. Zeigler, piloto de la marina de Estados Unidos del avión LC-130F Hércules durante los vuelos de la Operación Deep Freeze 1968.